# 砂の十字架
『砂の十字架』（すなのじゅうじか）は、1981年2月21日に発売されたやしきたかじんの7枚目のシングル。

## 解説
谷村新司の作詞・作曲。アニメ映画『機動戦士ガンダム』（劇場版3部作の第1作）の主題歌で当時のたかじんのシングルとして最大の13万枚を超えるヒットとなる。カップリング曲「スターチルドレン」は、たかじん自身の作曲。作詞の井荻麟は『機動戦士ガンダム』の総監督・富野由悠季のペンネーム。映画のイメージソング（劇中での使用はなし）として作られた。発売から25年後の2006年、本作歌入り音源に加え、オリジナル・カラオケを収録したマキシシングルとして再発売された。

## 発売までの経緯
当時鳴かず飛ばずのたかじんを担当していたキングレコードのディレクターが、部長に涙ながらに土下座し、たかじんにレコードを出す機会を与えるよう直訴した。その結果キングレコードは発売の条件として、たかじんに『機動戦士ガンダム』の主題歌を歌うよう指示する。たかじんも歌詞に「ガンダム」という固有名詞が含まれないことを条件に、土下座をしたディレクターに対し恩義を感じていたこともあり、渋々ながら承諾する。たかじんは本作の収録で東京に赴いた際に富野と面会し、「分かんないんだよね。一番初めの『♪ライリーライリー』って、あれなんだ？」と問い質したが、たかじんの人となりを知らない富野は「谷村新司さんもOKしてくれたんだし、やって下さいよ」と返すのみだったという。歌詞が理解できなかったこと、ジャケットが『機動戦士ガンダム』主人公アムロ・レイのイラスト（安彦良和の描き下ろしによる）だけで構成されており、自分の写真が無かったことにたかじんがクレームをつけたため一旦発売延期されたが結局そのまま発売された。

## その後のたかじん
本作のヒット以降、たかじんは「あんた」「やっぱ好きやねん」などヒット曲を出すようになるが、上述の事情からたかじんはこの歌のことを「人生最大の汚点」と語り、「この歌が話題に出ると機嫌が悪くなる」とも語っていた。たかじん自身は上記のような苦い思い出もあり、ガンダムの話題を避けていたものの、元々アニメ番組に関して、殆ど観ていなかったためそもそもガンダムを観たことが無く、ガンダムの作品世界そのものに嫌悪感を示したわけではない。たかじんは通常、半日で終わるレコーディングが、この曲の時は2日かかったといい、元々歌詞の内容や意味へのこだわりの強い性格もあり、繰り返し歌詞の中に出てくる「ライリー」という言葉の意味がまったく理解できなかったという。苦悩した挙句、谷村に電話し「チンペイさん、あの『ライリー』の意味は何ですか？」と尋ねたところ、「お前は民謡を知っているか？」と返された。民謡の合いの手である「アラエッサッサー」や「あー、こりゃこりゃ」のようなものだといわれ、ますます意味がわからなくなったと語っている。ちなみに後年谷村は、自身が歌う『∀ガンダム』のEDテーマ「AURA」で再びガンダムシリーズに関わることとなる。
なお、たかじんの公式ウェブサイト上のプロフィールには、生前からこの曲について「卓越した歌唱力故に起用され、ビッグヒットを放つ」という記述があり、汚点と語ってきた一方で、完全には否定的な扱いをしていなかった。また、たかじんにとって谷村は大学の先輩にあたり、またたかじんの高校の同級生である堀内孝雄の相棒であるという間柄もあって、双方の関係が悪化したわけではなく、自身の番組に谷村をゲストで呼ぶこともあり、その際にはこの曲の話題にも前述のエピソードも含めてしばしば触れていた。
カップリング曲の「スターチルドレン」については、井荻麟こと富野由悠季が作詞し、たかじんが自ら作曲しているが、生前にメディア上で殆んど見解を述べなかった。

## 収録曲
1. 砂の十字架 [04:56]
作詞・作曲：谷村新司／編曲：青木望
2. スターチルドレン [04:17]
作詞：井荻麟／作曲：やしきたかじん／編曲：飛澤宏元

## カバー
砂の十字架
- 水木一郎 - 1982年10月発売のアルバム『アニメベストコレクション』でカバーした。
- Gackt - 2007年12月19日発売のコンピレーション・アルバム『0079-0088（ダブルオーセブンティーナイン ダブルオーエイティーエイト）』で、ギターによるインストゥルメンタルバージョンでカバーした。
- 森口博子 - 2022年4月6日発売のアルバム『GUNDAM SONG COVERS 3』でカバーした（シングルも同時発売）。
- 谷村新司 - 2022年5月25日発売のデジタルシングル『夢のその先／砂の十字架』（ライブ録音）でセルフカバーした（谷村新司のラストシングルで本作の翌年に死去）。

スターチルドレン
- アニメタル - 2004年9月22日発売のアルバム『アニメタル・マラソンVI』でヘヴィメタル風にカバーした。